# Miss Supranational 2019
Miss Supranacional 2019 foi a 11ª  edição do concurso de beleza feminino Miss Supranacional. O concurso foi realizado no dia 6 de dezembro no International Congress Center, Katowice, Silésia, Polônia, e no final do evento Valeria Vázquez, de Porto Rico, coroou Anntonia Porsild da Tailândia como sua sucessora.

## Colocações
| Posição                 | País & Candidata |
| Miss Supranational 2019 | - Tailândia - Anntonia Porsild |
| 2º. Lugar               | - Namíbia - Yana Haenisch |
| 3º. Lugar               | - Indonésia - Jesica Fitriana M. |
| 4º. Lugar               | - Peru - Janick Maceta Del Castillo |
| 5º. Lugar               | - Venezuela - Gabriela De La Cruz |
| (TOP 10) Semifinalistas | - Colômbia - Yaiselle Tous - Estados Unidos - Regina Gray - Panamá - Krysthelle Barretto - Chéquia - Hana Vagnerova - Vietname - Ngoc Chau |
| (TOP 25) Semifinalistas | - Argentina - Avril Marco - Camarões - Angele Kossinda Bourmassou - Filipinas - Resham Saeed - Guatemala - Andrea Radford - Índia - Shefali Sood - Islândia - Húgrun Birta Egilsdottir - Irlanda - Jessica VanGaalen - México - Dariana Urista - Nova Zelândia - Eva Wilson - Países Baixos - Nathalie Yasmin Mogbelzada - Polónia - Kamila Świerc - Porto Rico - Shaleyka Velez - República Dominicana - Yaliza Burgos - Singapura - Naomi Huth - Trinidad e Tobago - Yia-Loren Gomez |

## Prêmios Especiais
O concurso distribuiu os seguintes prêmios este ano:
| Prêmio                | País & Candidata |
| Miss Fotogenia        | - Finlândia - Viivi Altonen |
| Miss Elegância        | - Países Baixos - Nathalie Yasmin - 2º. Lugar - Vietname - Ngoc Chau - 3º. Lugar - Venezuela - Gabriela De La Cruz |
| Melhor traje nacional | - México - Dariana Urista |
| Miss Talento          | - Singapura - Naomi Huth |
| Miss Top Model        | - África - Guiné Equatorial - Alba Isabel - Américas - Colômbia - Yaiselle Tous - Ásia - Macau - Christina Zheng - Caribe - Porto Rico - Shaleyka Velez - Europa - Islândia - Húgrun Birta Egilsdottir - Oceania - Austrália - Alexandra Wallace |

## Candidatas
78 candidatas competiram pelo título.
| País/Território          | Candidata                   | I  | A    | Origem              | R      |
| ------------------------ | --------------------------- | -- | ---- | ------------------- | ------ |
| África do Sul            | Leyla Van Greuning          | 20 | 1.70 |                     | [ 2 ]  |
| Albânia                  | Arta Celaj                  | 18 | 1.79 |                     | [ 3 ]  |
| Argentina                | Avril Marco                 | 20 | 1.72 | Santiago del Estero |        |
| Austrália                | Alexandra Wallace           | 28 | 1.80 | Orange              | [ 4 ]  |
| Alemanha                 | Derya Koc                   | 26 | 1.68 |                     | [ 5 ]  |
| Bangladesh               | Tangia Zaman Methila        | 27 | 1.68 |                     | [ 6 ]  |
| Barbados                 | Stevie Miles                | 23 | 1.78 |                     | [ 7 ]  |
| Bielorrússia             | Karolina Borisevich         | 22 | 1.73 |                     | [ 8 ]  |
| Bélgica                  | Camilia Martinez            | 20 | 1.74 |                     | [ 9 ]  |
| Bolívia                  | Maria Elena Antelo Molina   | 25 | 1.74 |                     |        |
| Brasil                   | Fernanda Souza              | 24 | 1.73 | Santa Catarina      | [ 10 ] |
| Camarões                 | Angele Kossinda Bourmassou  | 26 | 1.75 |                     | [ 11 ] |
| Canadá                   | Gloren Guelos               | 24 | 1.68 |                     |        |
| Chile                    | Katherine Muñoz             | 28 | 1.73 |                     | [ 12 ] |
| Colômbia                 | Yaiselle Tous               | 23 | 1.74 |                     |        |
| Coreia do Sul            | Laura Kwon Whee             | 26 | 1.74 |                     | [ 13 ] |
| Costa Rica               | Lohana Aguilar              | 21 | 1.70 |                     |        |
| Costa do Marfim          | Zao Ouhonssio               | 23 | 1.83 |                     |        |
| Croácia                  | Helena Krnetič              | 19 | 1.80 | Zagreb              | [ 14 ] |
| Equador                  | Fernanda Yepez              | 26 | 1.74 |                     |        |
| Etiópia                  | Hanna Abate                 | 24 | 1.69 | Adis Abeba          | [ 15 ] |
| Eslováquia               | Natália Hrušovská           | 21 | 1.83 |                     |        |
| Escócia                  | Aimee McGarvie              | 26 | 1.71 |                     |        |
| Espanha                  | Aitana Jimenez              | 19 | 1.75 |                     | [ 16 ] |
| Estados Unidos           | Regina Gray                 | 28 | 1.78 | Milwaukee           | [ 17 ] |
| Filipinas                | Resham Saeed                | 25 | 1.73 |                     |        |
| Finlândia                | Viivi Altonen               | 23 | 1.75 |                     |        |
| França                   | Sheryna Van Der Koelen      | 26 | 1.70 |                     |        |
| Guatemala                | Andrea Radford              | 24 | 1.73 |                     | [ 18 ] |
| Guiné Equatorial         | Alba Isabel Obama           | 19 | 1.85 |                     |        |
| Haiti                    | Schneidine Scheena Mondésir | 20 | 1.68 |                     | [ 19 ] |
| Honduras                 | Nicole Ponce                | 25 | 1.72 |                     | [ 20 ] |
| Hungria                  | Szimonetta Fekszi           | 24 | 1.71 |                     | [ 21 ] |
| Islândia                 | Húgrun Birta Egilsdottir    | 23 | 1.72 | Reykjavík           | [ 22 ] |
| Ilhas Virgens Americanas | Destani Huffman-Jefferson   | 24 | 1.73 | Richmond            | [ 23 ] |
| Índia                    | Shefali Sood                | 24 | 1.76 |                     | [ 24 ] |
| Indonésia                | Jesica Fitriana M.          | 23 | 1.72 |                     |        |
| Inglaterra               | Kirysty Lerchundi           | 18 | 1.78 |                     | [ 25 ] |
| Irlanda do Norte         | Nicholle Hembra             | 28 | 1.75 |                     |        |
| Irlanda                  | Jessica VanGaalen           | 28 | 1.75 |                     | [ 26 ] |
| Jamaica                  | Kimberly Dawkins            | 25 | 1.75 |                     |        |
| Japão                    | Natsumi Tekenaka            | 27 | 1,77 | Osaka               | [ 27 ] |
| Kosovo                   | Monika Ndoj                 | 22 |      | retirada            | [ 28 ] |
| Laos                     | Poulatda Saiydonekhong      | 21 | 1.72 | Attapeu             | [ 29 ] |
| Lituânia                 | Jurate Stasiunaite          | 28 | 1,75 |                     | [ 30 ] |
| Macau                    | Christina Zheng             | 22 | 1.78 |                     |        |
| Malta                    | Rebecca Pace                | 21 | 1.71 | Birżebbuġa          | [ 31 ] |
| Ilhas Maurícias          | Urvashi Haurheeram          | 24 | 1.69 |                     | [ 32 ] |
| México                   | Dariana Urista              | 19 | 1.75 | Culiacán            | [ 33 ] |
| Myanmar                  | Eaint Myat Chal             | 27 | 1.73 | Rangum              | [ 34 ] |
| Namíbia                  | Yana Haenisch               | 23 | 1.70 | Windhoek            | [ 35 ] |
| Nepal                    | Rose Lama                   | 20 | 1.69 |                     |        |
| Nigéria                  | Oluchi Kalu                 | 24 | 1.74 |                     |        |
| Nova Zelândia            | Eva Wilson                  | 22 | 1.73 |                     |        |
| Panamá                   | Krysthelle Barretto         | 24 | 1.75 |                     | [ 36 ] |
| Paraguai                 | Noelia Katherine Masi       | 18 | 1.75 |                     |        |
| Peru                     | Janick Maceta Del Castillo  | 25 | 1.70 |                     | [ 37 ] |
| País de Gales            | Emily Ryan                  | 20 | 1.72 |                     |        |
| Polónia                  | Kamila Swiec                | 20 | 1.78 |                     |        |
| Portugal                 | Carolina Liquito            | 23 | 1.70 |                     |        |
| Porto Rico               | Shaleyka Velez              | 26 | 1.79 | Aguadilla           | [ 38 ] |
| Quênia                   | Emma Hosea                  | 25 | 1.68 |                     | [ 39 ] |
| Chéquia                  | Hana Vagnerova              | 25 | 1.75 |                     |        |
| República Dominicana     | Yaliza Burgos               | 26 | 1.70 |                     |        |
| Roménia                  | Alexandra Stroe             | 20 | 1.73 |                     | [ 40 ] |
| Ruanda                   | Shanitah Umunyana           | 20 | 1.84 | Província do Sul    | [ 41 ] |
| Rússia                   | Valeriya Skolota            | 21 | 1.80 |                     | [ 42 ] |
| Serra Leoa               | Esther Yeanoh Kamara        | 22 | 1.64 |                     | [ 43 ] |
| Singapura                | Naomi Huth                  | 19 | 1.68 |                     |        |
| Sri Lanka                | Wanasa Gunasekara           | 25 | 1.74 |                     | [ 44 ] |
| Suriname                 | Sri-Dewi Martomamat         | 21 | 1.75 |                     |        |
| Tailândia                | Anntonia Porsild            | 22 | 1.73 |                     | [ 45 ] |
| Trinidad e Tobago        | Yia-Loren Gomez             | 27 | 1.65 |                     | [ 46 ] |
| Turquia                  | Büşra Turan                 | 20 | 1,85 | Istambul            | [ 47 ] |
| Ucrânia                  | Olena Liashuk               |    |      |                     |        |
| Venezuela                | Gabriela De La Cruz         | 19 | 1,74 | Carabobo            | [ 48 ] |
| Vietname                 | Ngoc Chau                   | 25 | 1.74 |                     |        |
| Zâmbia                   | Mercy Mukwiza               | 26 | 1.73 | Lusaca              | [ 49 ] |

## Histórico

### Retirados
- China
- Dinamarca - Monika Midjord Nolsoe
- El Salvador
- Eslovênia
- Grécia
- Guadalupe - Amira Mehenni
- Itália
- Líbano
- Malásia
- Moldávia
- Montenegro
- Paquistão
- Suécia
- Suíça
- Togo

### Estreantes
- Bangladesh - Tangia Zaman Methila
- Barbados - Stevie Miles
- Zâmbia - Mercy Mukwiza

### Substituições
- Albânia - Klea Bushi ► Arta Celaj
- Haiti - Wesleynne Paul Miyou  ► Schneidine Scheena Mondésir
- Sri Lanka - Romane Dananjani ► Wanasa Gunasekara
- Quênia Tracey Lorraine ► Emma Hosea

### Voltaram
- Competiram pela última vez em 2013:
  -  Camarões
  -  Costa do Marfim
  -  Honduras
  -  Ilhas Virgens Americanas
  -  Serra Leoa

- Competiram pela última vez em 2015:
  -  Irlanda
  -  Irlanda do Norte
  -  Islândia
  -  Lituânia

- Competiram pela última vez em 2016:
  -  Macau
  -  Sri Lanka
  -  Trinidad e Tobago

- Competiram pela última vez em 2017:
  -  Alemanha
  -  Chile
  -  Escócia
  -  Etiópia
  -  País de Gales
  -  Peru